# Ивайло Андонов
Ивайло Викторов Андонов е бивш български футболист, нападател, национален състезател на България, част от селекцията, която заема четвърто място на Световното първенство в САЩ през 1994 година. Като треньор по футбол има лиценз UEFA "PRO".
След края на своята активна футболна кариера, основава школа за футболни таланти Пирин 2001 в Благоевград.
Почетен гражданин на Благоевград.

## Кариера
Играе в Пирин, ЦСКА, Локомотив София, Албасете (Исп), Арминия (Гер), Унион Берлин (Гер).
Шампион на България през 1992 и 1997 г., носител на купата за 1993 и 1997 г.
За ЦСКА: 138 мача през периода 1992/98 г.
Участва на СП-1994 в САЩ, където става бронзов медалист (но така и не играе в мачовете).
През 2001 създава школата Пирин 2001. През 2007 става помощник-треньор в юношеския национален отбор.

## Статистика по сезони
- Пирин – 1987/88 - А група, 9 мача/1 гол
- Пирин – 1988/89 - А група, 28/2
- Пирин – 1989/90 - А група, 30/7
- Пирин – 1990/91 - А група, 28/9
- ЦСКА – 1991/92 - А група, 30/16
- ЦСКА – 1992/93 - А група, 30/15
- ЦСКА – 1993/94 - А група, 24/25
- Албасете – 1994/95 - Примера дивисион, 24/4
- Арминия Билефелд – 1995/96 - Втора Бундеслига, 20/2
- ЦСКА – 1996/97 - А група, 25/18
- ЦСКА – 1997/98 - А група, 29/11
- Локомотив София – 1998/99 - А група, 24/7
- Унион (Берлин) – 1999/2000 - Регионална лига Североизток, 28/7
- Пирин – 2000/01 - Б група, 26/14